# Adela Noriega
Adela Amalia Noriega Méndez (bekannt als Adela Noriega; * 24. Oktober 1969 in Mexiko-Stadt) ist eine mexikanische Schauspielerin.

## Karriere
Noriega wurde in den 1980er-Jahren bereits als Teenager als junge Schauspielerin bekannt. Ihre ersten Erfolge hatte sie ab 1987 im Alter von 16 Jahren in der mexikanischen Telenovela Yesenia. Für ihre Hauptrolle war sie erstmals als Best Young Lead Actress für den TVyNovelas Award nominiert. Danach spielte sie die weibliche Hauptrolle in der erfolgreichen Coming-of-Age TV-Serie Quinceañera (engl.: sweet 15). Im Verlauf ihrer Karriere spielte Noriega in zahlreichen Fernsehserien mit, u. a. 2005 als Hauptdarstellerin in La esposa virgen oder ab 2008 in der auch in den USA erfolgreichen Telenovela Fuego en la sangre (dt.: Feuer im Blut). Sie erhielt zahlreiche Auszeichnungen (u. a. New York Latin ACE Award, El Heraldo de México Award, TVyNovelas Award in Mexiko sowie in Kolumbien) und gilt in ihrer Heimat als Königin der Telenovelas.

## Filmografie (Auswahl)

### Fernsehserien
- Fuego en la sangre (2008)
- La esposa virgen (2005)
- Amor real (2003)
- El manantial (2001/2002)
- El privilegio de amar (1998/1999)
- María Isabel (1997/1998)
- María Bonita (1995/1996)
- Guadalupe (1993/1994)
- Dulce desafío (1988/1989)
- Quinceañera (1987/1988)
- Yesenia (1987)
- Juana Iris (1985)
- Principessa (1984)
- ¡¡Cachún cachún ra ra!! (1984–1987)

### Filme
- Un sábado más (1985)
- Los amantes del señor de la noche (1984)